# حوزه انتخابیه پنجم مینه‌سوتا
حوزه انتخابیه پنجم مینه‌سوتا یک حوزه انتخابیه مجلس نمایندگان آمریکا است که در ایالت مینه‌سوتا قرار دارد.